# Afrique du Sud aux Jeux olympiques d'été de 1936
L’Union d'Afrique du Sud participe aux Jeux olympiques de 1936 organisés à Berlin. En dépit d’une représentation relativement importante numériquement (32 athlètes), la délégation sud-africaine ne remporte qu’une médaille d’argent par l’intermédiaire du boxeur Charlie Catterall.

## Liens externes

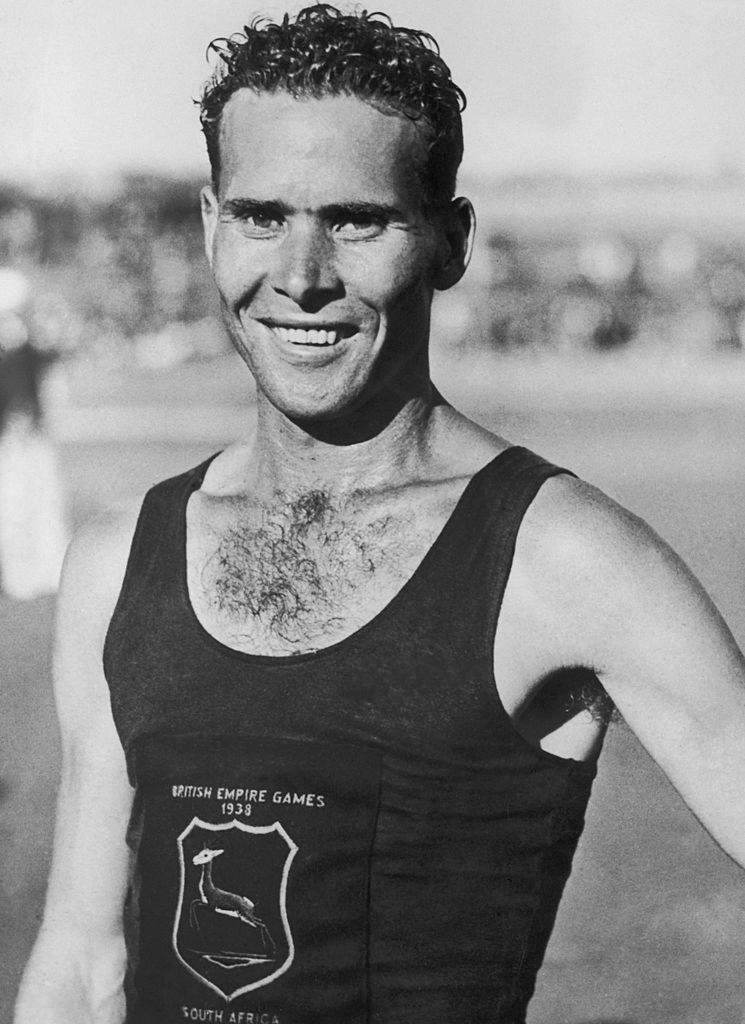
Johannes Coleman sixième du marathon (photo de 1938)

## Tous les médaillés
| Médaille          | Nom               | Sport | Épreuve                 |
| ----------------- | ----------------- | ----- | ----------------------- |
| Médaille d'argent | Charlie Catterall | Boxe  | Poids plumes (-57,2 kg) |

## Sources
- (fr) Bilan de l’Afrique du Sud sur le site du Comité international olympique
- (en) Bilan complet de l’Afrique du Sud sur le site olympedia.org